# Дзевуле
Дзевуле (пол. Dziewule) — село в Польщі, у гміні Збучин Седлецького повіту Мазовецького воєводства.
Населення — 775 осіб (2011).
У 1975-1998 роках село належало до Седлецького воєводства.

## Демографія
Демографічна структура станом на 31 березня 2011 року:
|          | Загалом | Допрацездатний вік | Працездатний вік | Постпрацездатний вік |
| -------- | ------- | ------------------ | ---------------- | -------------------- |
| Чоловіки | 381     | 94                 | 243              | 44                   |
| Жінки    | 394     | 100                | 208              | 86                   |
| Разом    | 775     | 194                | 451              | 130                  |